# Ждановский район (Москва)
Ждановский район — бывший район в Москве.

## Описание
Здание Райисполкома и РК КПСС находилась на Таганской улице, дом 34. Район был назван в честь революционера и партийного деятеля А. А. Жданова в октябре 1948 года.
Общая площадь 1423 гектара. Площадь лесмассива 231 гектар, а воды 25 гектар. Количество людей в районе на 1980 год составляло 164 тысячи.
Главные дороги: улицы Нижегородская, Марксистская, Таганская и Волгоградский проспект.

## История
Территория района была застроена в конце XIX века и начале XX века. Район создан в 1936 году. В 1948 году присовено имя советского и государственного деятеля Андрея Андреевича Жданова. До 1960-х годов в основном был застроен двухэтажными и трёхэтажными домами. Простирался от площади Ногина до пересечения нынешнего  Волгоградского проспекта и Волжского бульвара. Был ограничен по 2 сторонам Малым кольцом Московской железной дороги. В 1968 году был расширен на юго-восток. 
История района тесно связана с революционными событиями. С 1905 года по 1907 год рабочие с этих мест фигурировали в революции. В 1917 года на площади Ногина проходили кровавые бои.
В 1978 году площадь жилого фонда района  составляла 1652,6 тысяч м², функционировало 80 производств: 1-й Государственный подшипниковый завод, 1-й Московский часовой завод, завод автоматических линий, завод «Пневмостроймашина», шинный завод, объединение «Мосмясопром»; 35 научно-исследовательских институтов, 4 вуза: Технологический институт мясной и молочной промышленности, Заочный инженерно-строительный институт, Заочный институт пищевой промышленности, Художественный институт имени В. И. Сурикова; 30 школ, 43 дошкольных организаций, 6 больниц, 32 поликлиники, 80 продуктовых и 49 промтоварных магазинов, 300 точек общепита, культурно-просветительские организации: Театр драмы и комедии на Таганке, Музей искусства народов Востока, Библиотека иностранной литературы, 4 кинотеатра, 42 библиотеки, 6 дворцов культуры; спортивные объекты, Ждановский ПКиО.
Постановлением Совета Министров СССР от 13 января 1989 года № 46 "Об отмене решений правительства СССР, связанным с увековечением памяти А.А. Жданова" и учитывая многочисленные пожелания москвичей и общественности города, восстановлено наименование Таганского района г. Москвы (бывший Ждановский район).